# Lee Su-jin
Lee Su-jin (hangul 이수진; nascut el 1977) és un director de cinema i guionista de Corea del Sud. El seu primer llargmetratge va ser el guardonat Han Gong-ju (2014).

## Carrera professional
Lee Su-jin va néixer a Gimcheon l'any 1977. Va començar la seva carrera cinematogràfica dirigint curtmetratges, en particular Papa (2004), que va rebre un premi de l'Arxiu de Films de Corea al 30è Festival de Cinema Independent de Seül, i Enemy's Apple (2007) que va guanyar la millor pel·lícula a la secció A City of Sadness del 7è Festival de Curtmetratges Mise-en-scène.
Lee va fer el seu debut com a director al llargmetratge amb Han Gong-ju, que també va escriure i produir. Es va estrenar al 18è Festival Internacional de Cinema de Busan el 2013, on va rebre el CGV Movie Collage Award i el Citizen Reviewer's Award. Basada en el famós cas de la violació en grup de Miryang el 2004, la pel·lícula segueix una adolescent traumatitzada i retirada que es veu obligada a canviar d'escola i traslladar-se a una ciutat remota després d'un horrible incident, que després intenta reconstruir la seva vida i connectar-se amb altres a través de la música. Malgrat el tema, Lee va dir que "va decidir centrar-se més en la vida de la víctima després del crim que en el crim en si" i que "volia fer una pel·lícula sobre com una noia lluita per no perdre la seva esperança" per "donar coratge a tots els Han Gong-jus al món que es troben en la mateixa situació." Va dir que va triar l'estrella emergent Chun Woo-hee en el paper principal perquè li va sorprendre la seva sensibilitat i intel·ligència, i "que té una cara que la fa semblar familiar." Han Gong-ju va tenir més reconeixement en el circuit de festivals internacionals de cinema, guanyant premis principals com l'Estrella d'Or (Étoile d'or) al 13è Festival Internacional de Cinema de Marràqueix, el Premi Tigre a la 43a Festival Internacional de Cinema de Rotterdam, el Gran Premi (Regard d'or) del 28è Festival Internacional de Cinema de Friburg, així com el Premi del Jurat, el Premi de la Crítica i el Premi del Públic al 16è Festival de Cinema Asiàtic de Deauville. El 2014, Han Gong-ju es va estrenar a 226 pantalles a Corea del Sud i va obtenir 225.580 entrades, la qual cosa la converteix en una de les pel·lícules independents de baix pressupost coreanes amb més èxit comercial. Va rebre diversos premis nacionals, inclòs Millor pel·lícula als 6th KOFRA Film Awards i Gran Premi als 2ns Wildflower Film Awards. Lee també va guanyar la millor pel·lícula independent Director als 14è Premis Director's Cut, Millor guió als Premis de l'Associació de Crítics de Cinema Coreans i Millor director novell als 35ns Blue Dragon Film Awards.

## Filmografia
- I Go I (curtmetratge, 2002) - director, guionista
- Lipstick (curtmetratge, 2003) - director, guionista
- Papa (curtmetratge, 2004) - director, guionista, director de fotografia, editor
- Son's (curtmetratge, 2006) - director, guionista
- Sundays in August (2006) – ajudant de direcció, figurant
- Enemy's Apple (curtmetratge, 2007) - director, guionista
- Happiness (2007) – departament de direcció
- Han Gong-ju (2014) - director, guionista, Productor
- Idol (2019) - director, guionista

## Premis
| Any  | Premi                                                    | Categoria                                            | Receptor    | Resultat  | Ref           |
| ---- | -------------------------------------------------------- | ---------------------------------------------------- | ----------- | --------- | ------------- |
| 2013 | 18è Festival Internacional de Cinema de Busan            | CGV Movie Collage Award                              | Han Gong-ju | Guanyador |               |
| 2013 | 18è Festival Internacional de Cinema de Busan            | Citizen Reviewers' Award                             | Han Gong-ju | Guanyador |               |
| 2013 | 13è Festival Internacional de Cinema de Marràqueix       | Étoile d’or                                          | Han Gong-ju | Guanyador |               |
| 2014 | 43è Festival Internacional de Cinema de Rotterdam        | Premi Tigre                                          | Han Gong-ju | Guanyador |               |
| 2014 | 16th Festival de Cinema Asiàtic de Deauville             | Premi del Jurat                                      | Han Gong-ju | Guanyador |               |
| 2014 | 16th Festival de Cinema Asiàtic de Deauville             | Premi de la Crítica                                  | Han Gong-ju | Guanyador |               |
| 2014 | 16th Festival de Cinema Asiàtic de Deauville             | Premi del Públic                                     | Han Gong-ju | Guanyador |               |
| 2014 | 18è FanTasia                                             | Premi del Públic, Millor Pel·lícula Asiàtica - Plata | Han Gong-ju | Guanyador |               |
| 2014 | 14ns Premis Director's Cut                               | Millor director de pel·lícula independent            | Han Gong-ju | Guanyador |               |
| 2014 | 23ns Buil Film Awards                                    | Millor pel·lícula                                    | Han Gong-ju | Nominat   | [ 20 ]        |
| 2014 | 23ns Buil Film Awards                                    | Millor Nou Director                                  | Han Gong-ju | Nominat   | [ 20 ]        |
| 2014 | 23ns Buil Film Awards                                    | Millor Guió                                          | Han Gong-ju | Nominat   | [ 20 ]        |
| 2014 | 34ns Premis de l'Associació Coreana de Crítics de Cinema | Millor guió                                          | Han Gong-ju | Guanyador | [ 21 ]        |
| 2014 | 34ns Premis de l'Associació Coreana de Crítics de Cinema | Critics' Top 10                                      | Han Gong-ju | Guanyador | [ 21 ]        |
| 2014 | 51ns Grand Bell Awards                                   | Millor Nou Director                                  | Han Gong-ju | Nominat   | [ 22 ]        |
| 2014 | 51ns Grand Bell Awards                                   | Millor guió                                          | Han Gong-ju | Nominat   | [ 22 ]        |
| 2014 | 35ns Blue Dragon Film Awards                             | Millor Nou Director                                  | Han Gong-ju | Guanyador | [ 23 ]        |
| 2014 | 35ns Blue Dragon Film Awards                             | Millor guió                                          | Han Gong-ju | Nominat   | [ 23 ]        |
| 2015 | 6th KOFRA Film Awards                                    | Millor pel·lícula                                    | Han Gong-ju | Guanyador | [ 24 ] [ 25 ] |
| 2015 | 10th Max Movie Awards                                    | Millor pel·lícula independent                        | Han Gong-ju | Guanyador |               |
| 2015 | 20th Chunsa Film Art Awards                              | Millor Nou Director                                  | Han Gong-ju | Nominat   | [ 26 ]        |
| 2015 | 2ns Wildflower Film Awards                               | Gran Premi                                           | Han Gong-ju | Guanyador | [ 27 ] [ 28 ] |
| 2015 | 2ns Wildflower Film Awards                               | Millor Director (Pel·lícula narrativa)               | Han Gong-ju | Nominat   | [ 27 ] [ 28 ] |
| 2015 | 2ns Wildflower Film Awards                               | Millor guió                                          | Han Gong-ju | Nominat   | [ 27 ] [ 28 ] |
| 2015 | 2ns Wildflower Film Awards                               | Millor Nou Director                                  | Han Gong-ju | Nominat   | [ 27 ] [ 28 ] |
| 2015 | 51ns Baeksang Arts Awards                                | Millor pel·lícula                                    | Han Gong-ju | Nominat   | [ 29 ]        |
| 2015 | 51ns Baeksang Arts Awards                                | Millor Nou Director                                  | Han Gong-ju | Nominat   | [ 29 ]        |
| 2015 | 51ns Baeksang Arts Awards                                | Millor guió                                          | Han Gong-ju | Nominat   | [ 29 ]        |
| 2015 | 16th Festival Internacional de Cinema de Jeonju          | Moet&Chandon Rising Star Award                       | Han Gong-ju | Guanyador |               |